# Mistrzostwa Ukrainy w piłce nożnej plażowej kobiet
Mistrzostwa Ukrainy w piłce nożnej plażowej kobiet (ukr. Чемпіонат України з пляжного футболу серед жіночих команд) – najwyższa w hierarchii klasa kobiecych ligowych rozgrywek w piłce nożnej plażowej na Ukrainie, będąca jednocześnie najwyższym szczeblem centralnym (I poziom ligowy), utworzona w 2017 roku i zarządzana przez Asocjację Piłki Nożnej Plażowej Ukrainy. Zmagania w jej ramach toczą się cyklicznie (co sezon) i przeznaczone są dla 6 najlepszych krajowych klubów piłkarskich. Jej triumfator zostaje Mistrzem Ukrainy. Najwyższa liga rozgrywek nazywa się Wyszcza Liha Ukrainy w piłce nożnej plażowej kobiet (ukr. Вища ліга України з пляжного футболу серед жіночих команд).

## Historia
Pierwsze organizowane rozgrywki w piłce nożnej plażowej miały miejsce w lipcu 2017 roku - na piaszczystych plażach w Odessie. W nich wystąpiło 12 drużyn z obwodów odeskiego, mikołajowskiego, kijowskiego, czerkaskiego, chmielnickiego i charkowskiego. Zwyciężyła drużyna Pantery Humań. W drugiej edycji mistrzostwo zdobył poprzedni wicemistrz AFC 5G Kijów. W trzeciej edycji mistrzostw bez udziału pierwszych mistrzów najlepszym zespołem został Euroformat Kijów. W 2020 roku mistrzem została drużyna Domino’s Pizza Kijów. Wicemistrzostwo zdobyła po raz drugi z rzędu Mrija-2006 Anańjiw, która została zwycięzcą w rozgrywkach Pucharu Mistrzów Europy w piłce nożnej plażowej kobiet.

## Skład ligi w sezonie 2020
- Alternatywa-NUBiP Kijów
- Bahira Kropywnycki
- Domino’s Pizza Kijów
- Kobra Biłokurakyne
- Kwitka Na Kameni Kamieniec Podolski
- Łuhanoczka Ługańsk
- Mrija-2006 Anańjiw
- Mrija-Sportlicej Anańjiw
- Orion Mikołajów
- Pamir-OHAU Wozneseńsk
- SDJuSzOR Czornomoreć Odessa
- Spartak Mikołajów

## Mistrzowie i pozostali medaliści
| Sezon | K | K | T | Mistrz               | Wicemistrz                  | III miejsce                 | Br. | Król strzelców | Uwagi                   |
| Wyszcza Liha Ukrainy w piłce nożnej plażowej kobiet (ukr. Вища ліга України з пляжного футболу серед жіночих команд) |   |   |   |                      |                             |                             |     |                |                         |
| 2017 |   |   | 1 | Pantery Humań        | AFC 5G Kijów                | Mrija-2006 Anańjiw          |     |                | 12 klubów; liga+playoff |
| 2018 |   |   | 1 | AFC 5G Kijów         | SDJuSzOR Czornomoreć Odessa | Pantery Humań               |     |                | 10 klubów; liga+playoff |
| 2019 |   |   | 1 | Euroformat Kijów     | Mrija-2006 Anańjiw          | SDJuSzOR Czornomoreć Odessa |     |                | 11 klubów; liga+playoff |
| 2020 |   |   | 1 | Domino’s Pizza Kijów | Mrija-2006 Anańjiw          | Alternatywa-NUBiP Kijów     |     |                | 12 klubów; liga+playoff |

## Statystyka

### Tabela medalowa
Mistrzostwo Ukrainy zostało do tej pory zdobyte przez 4 różne kluby.
Stan na 31 grudnia 2020.
| Lp. | Klub                                | Miejsca na podium | Miejsca na podium | Miejsca na podium | Zwycięskie sezony |   |   |      |
| --- | ----------------------------------- | ----------------- | ----------------- | ----------------- | ----------------- | - | - | ---- |
| Lp. | Klub                                | 1.                | AFC 5G Kijów      | 1                 | Zwycięskie sezony | 1 | 0 | 2018 |
| 2.  | Pantery Humań                       | 1                 | 0                 | 1                 | 2017              |   |   |      |
| 3.  | Euroformat Kijów                    | 1                 | 0                 | 0                 | 2019              |   |   |      |
| 3.  | Domino’s Pizza Kijów                | 1                 | 0                 | 0                 | 2020              |   |   |      |
| 5.  | Mrija-2006 Anańjiw                  | 0                 | 2                 | 1                 |                   |   |   |      |
| 6.  | SDJuSzOR Czornomoreć Odessa         | 0                 | 1                 | 1                 |                   |   |   |      |
| 7.  | Łuhanoczka Ługańsk                  | 0                 | 1                 | 0                 |                   |   |   |      |
| 8.  | Alternatywa-NUBiP Kijów             | 0                 | 0                 | 1                 |                   |   |   |      |
| 8.  | Kwitka Na Kameni Kamieniec Podolski | 0                 | 0                 | 1                 |                   |   |   |      |